# Dichaetophora
Dichaetophora é um género botânico pertencente à família Asteraceae.